# Massieu
Massieu ist eine französische Gemeinde mit 757 Einwohnern (Stand: 1. Januar 2022) im Département Isère in der Region Auvergne-Rhône-Alpes. Sie gehört zum Arrondissement La Tour-du-Pin und zum Kanton Le Grand-Lemps. Die Einwohner werden Biolois genannt.

## Geographie
Die Gemeinde Massieu liegt am Flüsschen Ainan im westlichen Vorland des Chartreuse-Gebirges, zehn Kilometer nördlich von Voiron und etwa 29 Kilometer nordnordwestlich von Grenoble. Umgeben wird Massieu von den Nachbargemeinden Saint-Sulpice-des-Rivoires im Norden, Saint-Geoire-en-Valdaine im Nordosten und Osten, Merlas im Osten und Südosten, Saint-Nicolas-de-Macherin im Süden, Chirens im Südwesten und Westen sowie Bilieu im Westen und Nordwesten.

## Bevölkerungsentwicklung
| Jahr                       | 1962 | 1968 | 1975 | 1982 | 1990 | 1999 | 2006 | 2013 | 2021 |
| -------------------------- | ---- | ---- | ---- | ---- | ---- | ---- | ---- | ---- | ---- |
| Einwohner                  | 350  | 341  | 317  | 479  | 662  | 686  | 742  | 750  | 742  |
| Quellen: Cassini und INSEE |      |      |      |      |      |      |      |      |      |

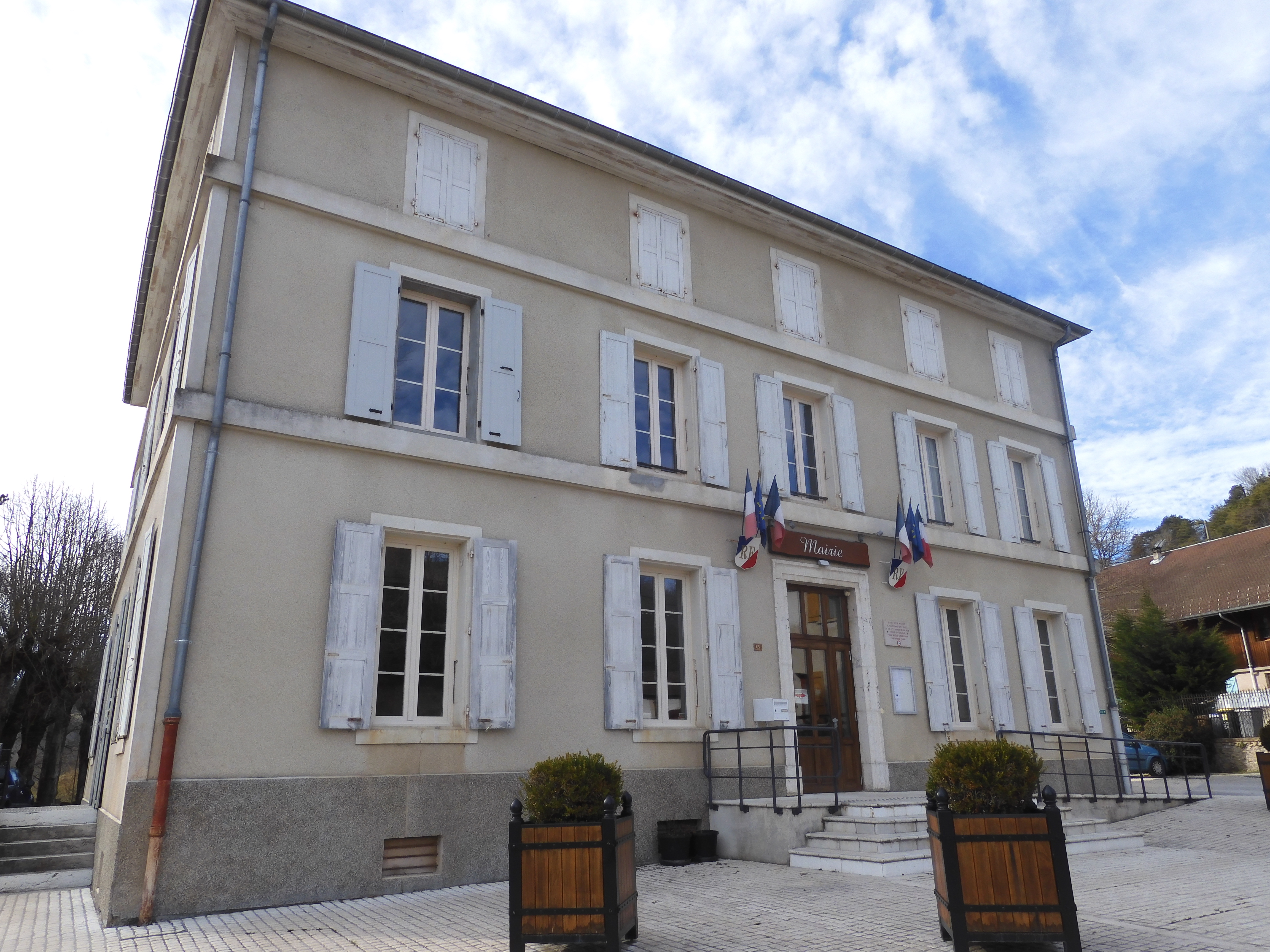
Rathaus (mairie)